# Opération Agreement
Campagnes d'Afrique, du Moyen-Orient et de Méditerranée (1940-1945)
Batailles
Guerre du Désert
- Invasion de l'Égypte
- Compass (Fort Capuzzo
- Nibeiwa
- Sidi Barrani
- Bardia
- Tobrouk (1941)
- Mechili
- Beda Fomm)
- Koufra
- Siège de Giarabub
- Sonnenblume
- El Agheila (1941)
- Siège de Tobrouk (Raid sur Bardia
- Raid Twin Pimples)
- Skorpion
- Brevity
- Battleaxe
- Crusader (Flipper
- Bir el Gubi (novembre 1941)
- Point 175
- Bir el Gubi (décembre 1941))
- Fort Lamy
- Gazala (Bir Hakeim
- Tobrouk (1942))
- Mersa Matruh
- El Alamein (juillet 1942) (Raid sur l'aérodrome de Sidi Haneish)
- Alam el Halfa
- Agreement (Caravan)
- Bertram
- Braganza
- El Alamein (octobre 1942) (Avant-poste Snipe)
- El Agheila (1942)

Débarquement allié en Afrique du Nord
- Blackstone
- Casablanca
- Reservist
- Terminal
- Port Lyautey
- Brushwood

Campagne de Tunisie
- Course pour Tunis
- Ligne Mareth
- Sidi Bouzid
- Kasserine
- Sejnane
- Ochsenkopf
- Capri
- Ksar Ghilane
- Pugilist
- El Guettar
- Wadi Akarit
- Longstop Hill
- Hill 609
- Vulcan
- Flax
- Retribution
- Strike

1940
- Vado
- Siège de Malte
- Club Run
- Convoi Espero
- Mers el-Kébir
- Punta Stilo
- Cap Spada
- Hurry
- Cap Passero
- MB.8
- Tarente
- Détroit d'Otrante
- White
- Cap Teulada

1941
- Excess
- Convoi AN 14
- Grog
- Abstention
- Baie de La Sude
- Cap Matapan
- Îles Kerkennah
- Crète
- Galite
- Substance
- Halberd
- Convoi Duisburg
- Cap Bon
- Syrte (1941)
- Rade d'Alexandrie

1942
- Syrte (1942)
- Calendar
- Bowery
- Albumen
- Harpoon
- Vigorous
- Pedestal
- Agreement
- Torch
- Stoneage
- Sabordage de la flotte française à Toulon
- Portcullis
- Banc de Skerki
- Olterra (navire auxiliaire)
- Raid sur Alger

1943
- Zouara
- Convoi de Cigno
- Convoi de Campobasso
- Corkscrew
- Husky
- Gela
- Scylla
- Pietracorbara
- Dodécanèse
  - Rhodes
  - Leros
  - Kos
- Convoi KMF-25A

1944
- Ist
- Raid sur Santorin
- Raid sur Symi
- Port-Cros
- La Ciotat
- Île de Pag

1945
Mer Ligure
- Convois alliés
  - convois de Malte
- Campagne des U-boote
- Campagne adriatique

L' Opération Agreement était une opération mixte (amphibie et terrestre) menée par les forces britanniques, rhodésiennes et néo-zélandaises sur Tobrouk, tenu par les forces de l'Axe, du 13 au 14 septembre 1942, pendant la Seconde Guerre mondiale. Un Special Interrogation Group (SIG), parlant couramment l'allemand, a pris part à des missions derrière les lignes ennemies. Les actions de diversion se sont étendues à Benghazi (Opération Bigamy), à l'oasis de Jalo (Opération Nicety) et à Barce (Opération Caravan).
Le raid de Tobrouk fut un désastre allié. Les forces alliées ont perdu plusieurs centaines d'hommes tués et capturés, un croiseur, deux destroyers, six torpilleurs et des dizaines de petits bateaux amphibies.

## Contexte
L'objectif de l'opération était de saper l'effort de guerre de l'Axe en Afrique du Nord en détruisant les aérodromes, les installations portuaires, les navires de ravitaillement, les véhicules et les grandes réserves de pétrole. Les Alliés avaient également l'intention de capturer l'oasis de Jalo, qui devait être utilisée comme rendez-vous pour les forces terrestres en retraite impliquées dans les autres opérations.

## Prélude
Les patrouilles G1 et T1 du Long Range Desert Group (LRDG) avec 50 hommes, 12 camions légers et 5 jeeps ont attaqué l'aérodrome de Barce et la caserne principale, détruisant 16 avions et en endommageant sept autres. Dans l'attaque de la caserne, le LRDG a perdu quatre hommes et deux véhicules. Près de Zaptié, la force LRDG a été interceptée par une compagnie motorisée italienne, endommageant ou détruisant tous les camions sauf deux qui ont pu charger les blessés les plus graves, tandis que les autres ont parcouru 160 km à pied. Les italiens ont fait prisonnier 7 néo-rélandais et 3 rhodésiens, tous blessés. 

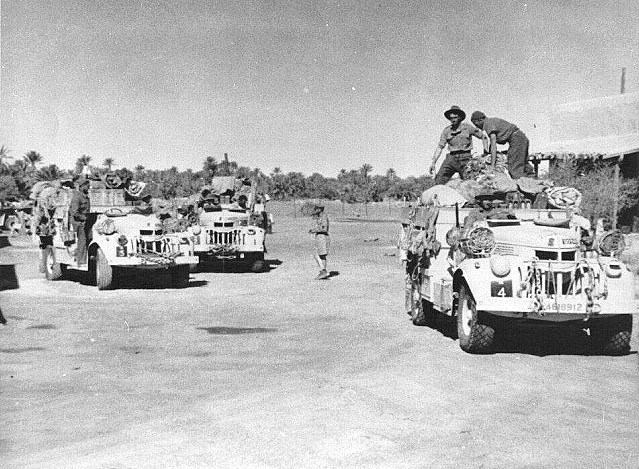
Véhicules du Long Range Desert Group vers oasis de Jalo, en Libye

Le lieutenant-colonel David Stirling et un groupe du Special Air Service (SAS), appuyé par les patrouilles S1 et S2 du LRDG, devaient tenter un grand raid sur Benghazi mais après avoir été en retard, leur présence a été découverte après un affrontement à un barrage routier à l'aube. Avec l'élément de surprise perdu et la protection de l'obscurité s'éloignant, Stirling ordonna un retrait. L'attaque de l'oasis de Jalo a été menée par les Forces de défense soudanaises (SDF) et les patrouilles S1 et S2 du LRDG. La première attaque, dans la nuit du 15/16 septembre, a été facilement repoussée par les défenseurs, qui étaient en alerte et avaient été renforcés. Les assaillants se sont retirés le 19 septembre alors qu'une colonne de secours italienne s'approchait de l'oasis.

### Attaque principale
L'Opération Agreement impliquait une force amphibie d'environ 400 Royal Marines, 180 Argyll & Sutherland Highlanders, 14 Platoon, Z Company, I° Bataillon du Royal Northumberland Fusiliers (en), les ingénieurs de l'armée et la Force B (environ 150 SAS approchant du désert). La force amphibie était divisée en Force A, appuyée par des destroyers et destinée à débarquer les marines sur la péninsule au nord de Tobrouk, tandis que la Force C, composée d'unités côtières, était dirigée vers une entrée à l'est du port de Tobrouk. La Force B a capturé une batterie côtière italienne de 152 mm, mais celle-ci a été rapidement reprise par les marines italiens du bataillon San Marco. Haselden a été tué au combat. La plupart des batteries et des positions à terre sont restées aux mains de l'Axe.

### Force A

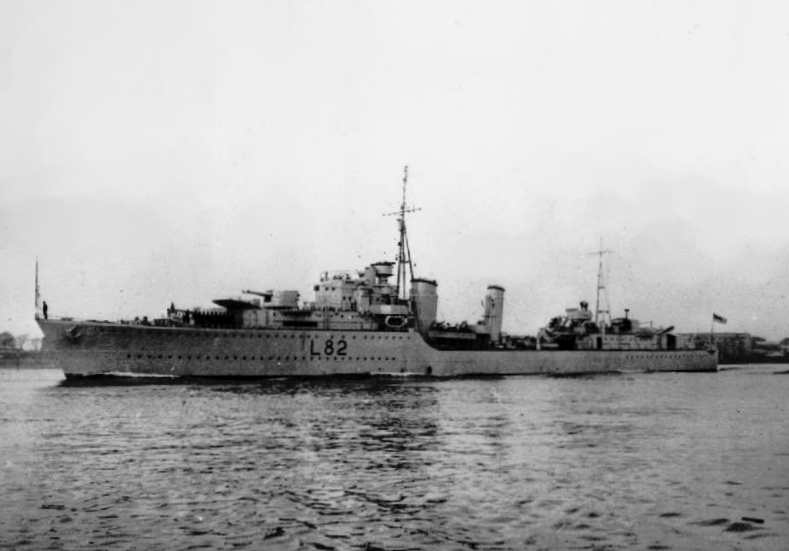
HMS Sikh

La Force E, un groupe de commandos du sous-marin HMS Taku n'a pas réussi à installer des balises sur le rivage pour guider la principale force britannique, en raison des mauvaises conditions de mer. La garnison avait été renforcée et les destroyers HMS Sikh et HMS Zulu qui amenaient les troupes maritimes les ont débarqués sur la mauvaise plage, loin à l'ouest du lieu de débarquement prévu. 
Le destroyer britannique Sikh, qui a mené la tentative de débarquement, a été frappé par des batteries de rivage italiennes de 152 mm et des canons antichar allemands de 88 mm, tout en reprenant des troupes. Zulu est allé à la rescousse mais n'a pas pu remorquer Sikh et il a fini par couler. 122 membres de l'équipage auraient été tués et les survivants, la plupart sauvés de l'eau par les bateaux amphibies en retraite, ont finalement été faits prisonniers. 

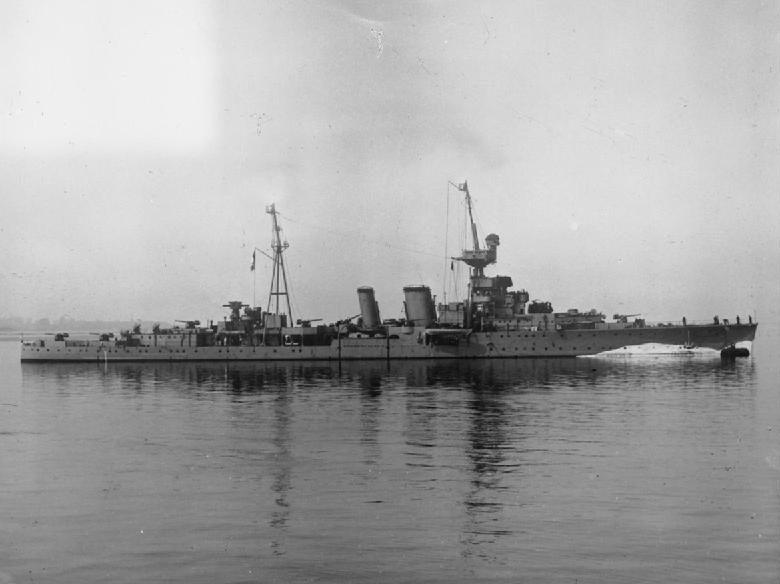
HMS Coventry

Dans l'après-midi du 14 septembre, alors qu'il rentrait à Alexandrie, le HMS Coventry a été gravement endommagé par des bombardiers en piqué allemands Ju 87 de Crète et 63 membres d'équipage ont été tués. Coventry a été sabordé par Zulu qui a été frappé par les chasseurs-bombardiers allemands Junkers Ju 87 et Junkers Ju 88 un peu plus tard. Alors qu'il était remorqué et à 100 milles marins (190 km) d'Alexandrie, Zulu a coulé avec la perte de 39 membres d'équipage.

### Force C
Un autre débarquement de motor launch et autres bateaux, transportant un détachement d'Argyll et Sutherland Highlanders et un peloton de mitrailleuses de Royal Northumberland Fusiliers, dont les mitrailleuses Vickers devaient défendre le périmètre, échoua en partie au point d'atterrissage. En raison des tirs extrêmement violents du port de Tobrouk, seuls deux vedettes, le MTB 261 et le MTB 314, ont atteint Marsa Umm el Sciausc, la crique cible. Le MTB 314 s'est échoué dans les eaux peu profondes, mais le MTB 261 a réussi à débarquer le sergent 'Dusty' Miller et son groupe de Geordie Fusiliers et à repartir. 

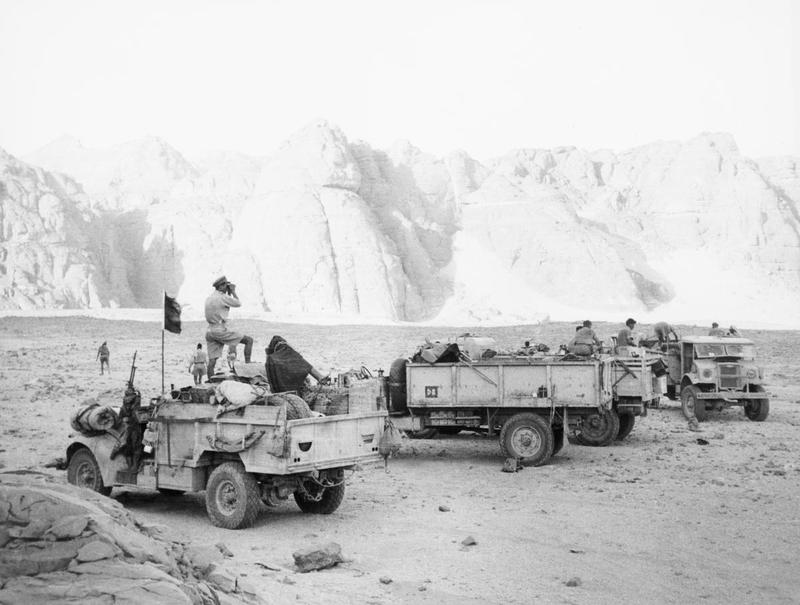
LRDG-SAS dans des camions arrêtés à l'affleurement rocheux massif de Gilf Kebir pendant l'accord d'exploitation

Les motor Launch ML 353, Ml 352, ML 349 et 17 vedettes-torpilleurs (VTT) ont été battus par les défenses d'une flottille italienne de torpilleurs et de barges à moteur armée. Trois VTT ont lancé des torpilles sur les navires de guerre dans le port, en vain. Le ML 353 a été incendié et sabordé, soit frappé par les navires de guerre italiens, soit mitraillé par les chasseurs italiens Macchi M.C.200, tandis que ML 352, MTB 308, MTB 310 et MTB 312 ont été touchés par des avions de l'Axe.  Le MTB 314 qui a été endommagé et échoué pendant la bataille, a été capturé par le dragueur de mines du port allemand R-10 à l'aube, avec 117 marins et soldats à bord. Bien qu'ils aient été fréquemment bombardés en piqué et mitraillés pendant leur voyage de retour, la majeure partie des VTT et des ML survivants ont atteint Alexandrie.

## Conséquences

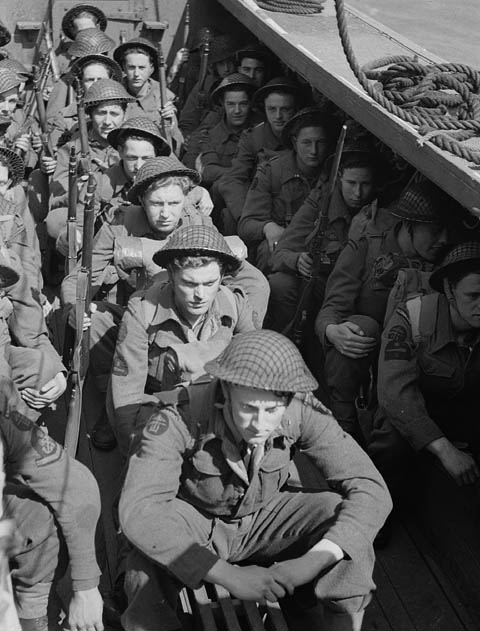
Commandos britanniques lors d'un exercice d'entraînement

Des dizaines de marins et de marines britanniques ont été sauvés de la mer et faits prisonniers par le torpilleur italien Castore de classe Spica Castore , le Montanari de classe Generali, le remorqueur armé Vega et une flottille de dragueurs de mines portuaires allemands et plusieurs barges à moteur allemandes et italiennes.  Un certain nombre de bateaux amphibies à moteur de fortune, des traînards de la Force A, essayant d'atteindre Alexandrie à très basse vitesse, ont également été capturés avec leurs équipages.
Le commandant du Sikh, Le capitaine John Micklethwait, a été fait prisonnier lorsqu'une barge à moteur italienne a saisi l'un des navires amphibies des Royal Marines et les deux canots qu'elle remorquait. Un dinghy manœuvré par les survivants du ML 352 suivant la même voie d'évacuation a été attrapé par Castore à midi. Les pertes s'élevaient à environ 300 Royal Marines, 160 soldats, 280 marins, le croiseur anti-aérien Coventry, les destroyers Sikh et Zulu, deux motor launch, quatre VTT et plusieurs petits bateaux amphibies. Les Royal Marines ont subi 81 morts et la marine a subi la perte de 217 hommes supplémentaires dans les naufrages de navires ; environ 576 survivants ont été capturés. Les pertes de l'Axe étaient de 15 Italiens et un Allemand tué, 43 Italiens et 7 Allemands blessés.